# Nephele chiron
Nephele chiron är en fjärilsart som beskrevs av Pieter Cramer 1777. Nephele chiron ingår i släktet Nephele och familjen svärmare. Inga underarter finns listade i Catalogue of Life.